# Hornera tenuis
Hornera tenuis är en mossdjursart som beskrevs av William MacGillivray 1895. Hornera tenuis ingår i släktet Hornera och familjen Horneridae. Inga underarter finns listade i Catalogue of Life.